# Guarzo
Guarzo (em haúça: Gwarzo) é uma cidade e área de governo local da Nigéria situada no estado de Cano. Compreende uma área de 393 quilômetros quadrados e segundo censo de 2006 havia 183 987 habitantes.